# يفجينيا رودينا
يفجينيا رودينا (بالروسية: Родина, Евгения Сергеевна) مواليد 4 فبراير 1989 في موسكو، الاتحاد السوفيتي، هي لاعبة كرة مضرب روسية بدأت مسيرتها كمحترفة سنة 2004 تلعب باليد اليمنى وتحتل حالياً المرتبة رقم. 98 (8 فبراير 2016) في تصنيف رابطة محترفات كرة المضرب. هي إحدى بطلات الجراند سلام. أعلى تصنيف لها في الفردي كان المركز الـ 74 في سنة 2011.

## وصلات خارجية
- إيفجينيا رودينا على موقع رابطة محترفات التنس (الإنجليزية)
- إيفجينيا رودينا على موقع الاتحاد الدولي لكرة المضرب (الإنجليزية)
- إيفجينيا رودينا على موقع خلاصة التنس.كوم (الإنجليزية)
- إيفجينيا رودينا على موقع إي إس بي إن.كوم (الإنجليزية)

- الموقع الرسمي